# Кашино (Волоколамський район)
Ка́шино (рос. Кашино) — присілок у Волоколамському районі Московської області Російської Федерації.
Належить до муніципального утворення сільське поселення Кашинське. Населення становить 709 осіб (2013).

## Історія
14 листопада 1920 року в Кашині була пущена в експлуатацію перша в Росії сільська електростанція. Електростанція була побудована силами місцевих селян. На відкритті електростанції були присутні В. І. Ленін, який допоміг будівництву грошима, і Н. К. Крупська. До 1990-х в будівлі колишньої електростанції розташовувався невеликий музей. Пам'ятник Леніну і місце, де була електростанція, зараз є пам'ятками історії.
З 14 січня 1929 року входить до складу новоутвореної Московської області. Раніше належало до Волоколамського повіту Московської губернії.
Сучасне адміністративне підпорядкування сільському поселенню з 2006 року.

## Населення
| 1852 | 1859 | 1926 | 2002 | 2006 | 2010 |
| ---- | ---- | ---- | ---- | ---- | ---- |
| 318  | ↗367 | ↗523 | ↗694 | ↗695 | ↗709 |